# Croton thouarsianus
Espèce
Croton thouarsianus est une espèce de plantes à fleurs du genre Croton et de la famille des Euphorbiaceae, présente à l'est de Madagascar.
Il a pour synonymes :
- Croton hirsutus, Thouars ex Baill., 1861
- Oxydectes thouarsiana, (Baill.) Kuntze